# Scott Lloyd
Scott G. Lloyd (Chicago, Illinois, 19 de diciembre de 1952) es un exjugador de baloncesto estadounidense que jugó seis temporadas en la NBA. Con 2,08 metros de estatura, lo hacía en la posición de ala-pívot.

## Trayectoria deportiva

### Universidad
Jugó durante cuatro temporadas con los Sun Devils de la Universidad Estatal de Arizona, en las que promedió 13,1 puntos y 6,7 rebotes por partido. En su última temporada fue el máximo anotador y reboteador de su equipo, siendo incluido en el mejor quinteto de la Western Athletic Conference.

### Profesional
Fue elegido en la vigésimo cuarta posición del Draft de la NBA de 1976 por Milwaukee Bucks, donde en su primera temporada como profesional, actuando como suplente, promedió 5,8 puntos y 3,0 rebotes por partido.
Dos meses después de comenzada la temporada 1977-78 es despedido, firmando a los pocos días como agente libre por Buffalo Braves, donde termina la temporada promediando 3,2 puntos y 2,1 rebotes por partido.
Al año siguiente el equipo se traslada a San Diego (California), convirtiéndose en los San Diego Clippers, pero días después de comenzada la temporada regular es traspasado a Chicago Bulls a cambio de una futura tercera ronda del draft. Allí jugaría el resto de la temporada menos de 7 minutos por partido, bajando sus estadísticas hasta los 1,7 puntos y 1,4 rebotes. Tras pasar una temporada en las filas del Carrera Venecia, en el verano de 1980 ficha por Milwaukee Bucks, pero es despedido pocos días antes del comienzo de la temporada. A la semana siguiente ficharía por los Dallas Mavericks, que debutaba en la competición, haciéndose con el puesto de titular. Allí hizo sus mejores números como profesional, promediando 8,8 puntos y 6,3 rebotes por partido.
Tras un año más en los Mavs, en el que su rendimiento bajó considerablemente, poco después de comenzada la temporada 1982-83 fue despedido, retirándose definitivamente.

## Estadísticas de su carrera en la NBA

### Temporada regular
| Temporada | Edad | Equipo             | Liga | P   | TIT | MIN  | TC  | TCA | %TC  | 3P  | 3PA | %3P  | TL  | TLA | %TL  | R.OF. | R.DEF. | REB | ASIS | ROB | TAP | PER | FP  | PTS |
| 1976-77   | 24   | Milwaukee Bucks    | NBA  | 69  |     | 14.9 | 2.2 | 4.7 | .472 |     |     |      | 1.4 | 1.8 | .754 | 1.2   | 1.9    | 3.0 | 0.5  | 0.3 | 0.2 |     | 2.3 | 5.8 |
| 1977-78   | 25   | TOTAL              | NBA  | 70  |     | 9.7  | 1.1 | 2.8 | .415 |     |     |      | 0.7 | 1.0 | .721 | 0.7   | 1.3    | 2.1 | 0.6  | 0.2 | 0.2 | 0.6 | 1.5 | 3.0 |
| 1977-78   | 25   | Milwaukee Bucks    | NBA  | 14  |     | 8.0  | 0.9 | 2.4 | .364 |     |     |      | 0.4 | 0.7 | .600 | 0.5   | 1.4    | 1.9 | 0.6  | 0.2 | 0.4 | 0.5 | 1.6 | 2.1 |
| 1977-78   | 25   | Buffalo Braves     | NBA  | 56  |     | 10.1 | 1.2 | 2.9 | .425 |     |     |      | 0.8 | 1.0 | .741 | 0.8   | 1.3    | 2.1 | 0.6  | 0.2 | 0.2 | 0.6 | 1.5 | 3.2 |
| 1978-79   | 26   | TOTAL              | NBA  | 72  |     | 6.9  | 0.6 | 1.7 | .344 |     |     |      | 0.4 | 0.7 | .574 | 0.7   | 0.7    | 1.3 | 0.4  | 0.1 | 0.1 | 0.7 | 1.3 | 1.5 |
| 1978-79   | 26   | San Diego Clippers | NBA  | 5   |     | 6.2  | 0.0 | 0.4 | .000 |     |     |      | 0.0 | 0.0 |      | 0.2   | 0.4    | 0.6 | 0.0  | 0.2 | 0.0 | 1.6 | 1.2 | 0.0 |
| 1978-79   | 26   | Chicago Bulls      | NBA  | 67  |     | 6.9  | 0.6 | 1.8 | .350 |     |     |      | 0.4 | 0.7 | .574 | 0.7   | 0.7    | 1.4 | 0.5  | 0.1 | 0.1 | 0.6 | 1.3 | 1.7 |
| 1980-81   | 28   | Dallas Mavericks   | NBA  | 72  |     | 30.4 | 3.4 | 7.6 | .448 | 0.0 | 0.0 | .000 | 2.0 | 2.8 | .717 | 2.2   | 4.1    | 6.3 | 2.2  | 0.5 | 0.3 | 2.0 | 3.7 | 8.8 |
| 1981-82   | 29   | Dallas Mavericks   | NBA  | 74  | 17  | 14.1 | 1.5 | 3.9 | .379 | 0.0 | 0.1 | .500 | 0.9 | 1.2 | .758 | 0.8   | 1.4    | 2.2 | 0.9  | 0.2 | 0.1 | 0.8 | 2.4 | 3.9 |
| 1982-83   | 30   | Dallas Mavericks   | NBA  | 15  | 0   | 13.7 | 1.3 | 3.3 | .380 | 0.0 | 0.1 | .000 | 0.7 | 1.1 | .647 | 1.3   | 1.8    | 3.1 | 1.4  | 0.4 | 0.4 | 0.4 | 1.6 | 3.3 |
| Total     |      |                    | NBA  | 372 | 17  | 15.2 | 1.7 | 4.1 | .425 | 0.0 | 0.0 | .286 | 1.1 | 1.5 | .718 | 1.1   | 1.9    | 3.0 | 1.0  | 0.3 | 0.2 | 1.0 | 2.2 | 4.6 |